# Santiago García (historietista)
Santiago García Fernández, en ocasiones bajo el seudónimo de Trajano Bermúdez, es un guionista, crítico y traductor de cómic español, nacido en junio de 1968.

## Biografía
Licenciado en Periodismo por la Universidad Complutense de Madrid, comenzó su carrera en el medio como articulista para la Editorial Forum hacia el año 1989, usando el pseudónimo de Trajano Bermúdez. Al poco tiempo y ya con su propio nombre, se convertía también en traductor de la edición española de Spider-Man y luego otros personajes como X-Men, Calvin y Hobbes o las colecciones de EC Comics.
En 1995, publicó Mangavisión, el primer libro teórico dedicado al manga en España, y al año siguiente iniciaba su labor como director de la revista especializada U, el hijo de Urich (1996-2002) que continuaría con Volumen (Under Cómic,1999). Todavía con el pseudónimo de Trajano Bermúdez, publicaba La noche del murciélago (Camaleón Ediciones, 1998), dedicada a Batman y, en colaboración con Eduardo García Sánchez, El mapa de los sueños, guía de lectura de Sandman (La Factoría de Ideas, 1999). 
Los primeros guiones de Santiago García vieron la luz en 2003, con dibujos de Pepo Pérez y Bernardo Vergara, en la revista benéfica "Artículo 20", realizada por Astiberri, Dolmen y Estudio Fénix en solidaridad con David Ramírez. Al año siguiente, realizó con el primero de estos dibujantes el álbum El Vecino, y con Sergio Córdoba un par de historias cortas para Malas Tierras 1 y 2, siempre para Astiberri.
En 2005 iniciaba sus colaboraciones con la revista Nosotros somos los muertos, aportando historietas cortas junto a Pepo Pérez o Javier Olivares.
Desde 2007, al mismo tiempo que continuaba con su serie El Vecino para la revista El Manglar, realizó los álbumes La Tempestad (Astiberri, 2008) y Héroes del espacio. La puerta del cielo (Planeta-DeAgostini, 2009), ambas con Javier Peinado, y El extraño caso del doctor Jekyll y mister Hyde (SM, 2009) con dibujos de Javier Olivares. También se incorporó como redactor en la sección de Cómic de ABCD, el suplemento cultural del diario ABC que sale los sábados.
Se licenció luego en Historia del Arte por la Universidad Autónoma de Madrid, sirviendo su tesis doctoral de base para el libro teórico La novela gráfica (Astiberri, 2010). Residiendo en Estados Unidos, coordinó dos antologías sobre dicho tema: Supercómic y Panorama, ambas publicadas en 2013.
En el año 2018 fue nominado en los Premios Eisner en las categorías de Mejor Edición Norteamericana de Material Internacional por Las Meninas con Javier Olivares y Mejor Adaptación de Otro Medio por Beowulf junto a David Rubín.

## Obra
Historietística
| Años      | Título                                                      | Dibujante                                                                                    | Tipo                                                               | Publicación                     |
| --------- | ----------------------------------------------------------- | -------------------------------------------------------------------------------------------- | ------------------------------------------------------------------ | ------------------------------- |
| 01/2004   | Amanecer nuclear                                            | Javier Olivares                                                                              | Historieta corta                                                   | Strapazin nº 74                 |
| 2004-2019 | El Vecino                                                   | Pepo Pérez                                                                                   | Serie de tres volúmenes (2004, 2007 y 2009) más historietas breves | Astiberri Ediciones, El Manglar |
| 03/2008   | La Tempestad                                                | Javier Peinado                                                                               | Novela gráfica                                                     | Astiberri                       |
| 10/2008   | La historia del cómic de E. H. Gombrich                     | Manuel Bartual/Javier Olivares/ Javier Peinado/Bernardo Vergara/ Manel Fontdevila/Pepo Pérez | Historieta corta                                                   | "Dos veces breve" nº 16         |
| 09/2009   | Héroes del Espacio #1: La puerta del cielo                  | Javier Peinado                                                                               | Álbum                                                              | Planeta-DeAgostini              |
| 09/2009   | El extraño caso del Doctor Jekyll y Mister Hyde             | Javier Olivares                                                                              | Álbum                                                              | SM                              |
| 2013      | Beowulf                                                     | David Rubín                                                                                  | Novela gráfica                                                     | Astiberri                       |
| 2014      | Fútbol                                                      | Pablo Ríos                                                                                   | Novela gráfica                                                     | Astiberri                       |
| 2014      | Las meninas                                                 | Javier Olivares                                                                              | Novela gráfica                                                     | Astiberri                       |
| 2015      | ¡García! Primera parte                                      | Luis Bustos                                                                                  | Novela gráfica                                                     | Astiberri                       |
| 2015      | Yuna                                                        | Juaco Vizuete                                                                                | Novela gráfica                                                     | Astiberri                       |
| 2016      | ¡García! Segunda parte                                      | Luis Bustos                                                                                  | Novela gráfica                                                     | Astiberri                       |
| 2017      | Museomaquia                                                 | David Sánchez                                                                                | Novela gráfica                                                     | Astiberri                       |
| 2020      | La cólera                                                   | Javier Olivares                                                                              | Novela gráfica                                                     | Astiberri                       |
| 2022      | El extraño caso del Doctor Jekyll y Mister Hyde (Reedición) | Javier Olivares                                                                              | Novela gráfica                                                     | Astiberri                       |

## Premios
- Premios Splash: Sagunt Comic Festival (2015). Mejor álbum nacional por Las Meninas.
- Premio del Saló del Còmic de Barcelona a la Mejor Obra (2015) por Las Meninas.
- Premios de la Crítica, Dolmen editorial. Mejor Obra Nacional (2015) por Las Meninas.
- Premio Nacional del Cómic (2015) por Las Meninas.